# Cristhian Maciel
Cristhian Lorenzo Maciel Méndez (Caazapá, Paraguay; 6 de febrero de 1988) es un futbolista paraguayo. Juega de delantero y su equipo actual es el Recoleta de la Primera División B (Paraguay).

## Trayectoria
Comenzó su carrera en el Club Guaraní de la Liga Caazapeña de Fútbol, debutando a los 14 años. En la siguiente temporada fue a la ciudad capital, donde jugó en equipos como Silvio Pettirossi, Resistencia, Presidente Hayes e Independiente. Sus destacadas actuaciones lo llevaron al fútbol europeo.
Retornó al país para jugar en Cerro Porteño. Más tarde vistió los colores de General Díaz, Vencedor, 29 de Setiembre, River Plate, San Lorenzo, Tacuary, Cerro Corá, Julio Correa, Recoleta, Guaraní de Limpio, Libertad de Carapeguá y Atlántida.

## Clubes
| Club              | País     | Año               |
| ----------------- | -------- | ----------------- |
| Silvio Pettirossi | Paraguay | 2003              |
| Resistencia       | Paraguay | 2004              |
| Presidente Hayes  | Paraguay | 2004              |
| Independiente     | Paraguay | 2005 - 2006       |
| RE Mouscron       | Bélgica  | 2007              |
| SC Bastia         | Francia  | 2007              |
| Calpe             | España   | 2008              |
| Cerro Porteño     | Paraguay | 2009              |
| General Díaz      | Paraguay | 2010              |
| Vencedor          | Paraguay | 2011              |
| 29 de Setiembre   | Paraguay | 2012 - 2013       |
| San Lorenzo       | Paraguay | 2014              |
| River Plate       | Paraguay | 2014              |
| Tacuary           | Paraguay | 2015              |
| Cerro Corá        | Paraguay | 2016 - 2017       |
| Julio Correa      | Paraguay | 2018 - 2019       |
| Recoleta          | Paraguay | 2020 - actualidad |

- Datos: Q18222732